# معتمدية الهوارية
معتمدية الهوارية إحدى معتمديات الجمهورية التونسية، تابعة لولاية نابل.

تقع مدينة الهوارية في الساحل الشرقي لولاية نابل ولقد بلغ عدد سكانها 40499 حسب الاحصائيات لسنة 2014 كما تستحوذ منطقة الهوارية على أكبر مساحة في ولاية نابل بنسبة 33240 هكتار أي 11.8 من المساحة الجملية للولاية

### مواضيع ذات علاقة
- ولاية نابل.

1. 1 2 3 4 5 6 7 8  "المناطق الترابية (العمادات) حسب الولايات والمعتمديات". اطلع عليه بتاريخ 2024-11-30.